# إينوسنت من ألاسكا
إينوسنت من ألاسكا، واسمه العلماني إيفان (أو يوحنا) إيفسيفيتش بوبوف بنيامينوف (بالإنجليزية: Ivan Evseevich Popov-Veniaminov؛ بالروسية: Ива́н Евсе́евич Попо́в-Вениами́нов) (6 سبتمبر 1797 في أنغينسكوي، إيركوتسك - 12 أبريل 1879 في موسكو)، كان مبشرا روسيا أرثوذكسيا وأول أسقف فرئيس أساقفة للكنيسة الأرثوذكسية في الأمريكتين، ثم مطرانا لموسكو وسائر روسيا. عُرف بعمله التبشيري في ألاسكا والشرق الأقصى الروسي خلال القرن التاسع عشر، إضافة لكونه مدرسا ولغويا أبدى الحماسة الكبيرة لعمله.
زار إيفان عديد المناطق، وتعلم الكثير من لغات ولهجات الشعوب الأصلية. كتب العديد من الدراسات المبكرة التي تتناول ثقافة الشعوب الأصلية في ألاسكا، بما في ذلك القواميس ومناجد القواعد اللغوية كما ابتكر لها أنظمة كتابة، فضلا، عن كتابته للأعمال الدينية وترجمته لعديد الأجزاء من الكتاب المقدس إلى هذه اللغات. نُشرت كتبه ابتداء من عام 1840.

## سيرته
ولد إيفان إيفسييفيتش بوبوف في 6 سبتمبر 1797، لأبيه، إيفسي بوبوف، الذي كان خادم الكنيسة في قرية أنغينسكوي في إيركوتسك أيام الإمبراطورية الروسية. توفي والده، لما كان في السادسة من عمره، تاركا إياه مع إخوته الثلاثة لأمه. ولتخفيف نفقاتها، عاش مع عمه ديميتري الذي كان شماس الرعية في أنغينسكوي.
عام 1807، أي لما كان في سن العاشرة، التحق إيفان بمدرسة إيركوتسك اللاهوتية، والتي كانت أول مؤسسة تعليمية في شرق سيبيريا. ونظرا لكثرة التلاميذ الحاملين لذات الاسم، غير قيم المدرسة أسماء بعض التلاميذ؛ إذ أضاف لقب "بنيامينوف" إلى لقب إيفان الأصلي "بوبوف" تكريما لأسقف المدينة الراحل حديثا، بنيامين وكان ذلك في 1814.
في عام 1817، تزوج إيفان من ابنة كاهن محلي تدعى كاثرين. وفي 13 مايو من العام نفسه، رُسم إيفان شماسا لكنيسة البشارة في إيركوتسك.
بعد اتمام دراسته عام 1818، عين إيفان معلما في المدرسة المحلية. في 18 مايو 1821، رُسم كاهنا ليخدم في نفس الكنيسة.

## البعثة إلى ألاسكا
في أوائل عام 1823، تلقى ميخائيل، رئيس أساقفة إيركوتسك، تعليمات لإرسال كاهن إلى جزيرة أونالاسكا التابعة للجزر الأليوطية في ألاسكا. تطوع الأب إيفان للذهاب. وفي 7 مايو 1823، غادر إيركوتسك برفقة والدته العجوز وشقيقه إستيفان وكاثرين زوجته وابنهما الرضيع غابرييل. بعد رحلة شاقة وطويلة استمرت عاما كاملا مرورا بالبر والبحر، وصلوا إلى الجزيرة في 29 يوليو 1824.
بعد أن بنى إيفان وعائلته كوخا من الطوب ثم انتقلوا إليه، شرع في دراسة اللغات واللهجات المحلية، وبشر وعمد الآلاف من كامشاتكا والجزر الأليوطية. كما قام بتلقين بعض أبناء رعيته الجدد تقنيات البناء الروسية. ومعهم، تولى بناء كنيسة الصعود المقدس، والتي اكتملت في يوليو من العام الموالي.
عام 1826، ابتكر أبجدية للغة الأليوطية.
في 22 أغسطس 1834، نُقل إلى ميناء نوفوارخانغيلسك في جزيرة سيتكا من أجل تبشير الشعب التلينغيتي
في 8 نوفمبر 1838، زار سانت بطرسبرغ طالبا العمل على تكثيف النشاط التبشيري في الجزر الأليوطية، وتأسيس أبرشية في كراي كامشاتكا والحصول على إذن بطباعة ترجماته للكتب المقدسة إلى اللغات المحلية.
في 25 ديسمبر 1839، وفي سانت بطرسبرغ، صُير رئيس كهنة. وأثناء وجوده هناك، تلقى إخطارا بوفاة زوجته كاثرين أثناء زيارتها إلى إيركوتسك. استأذن إيفان بالعودة إلى مسقط رأسه، لكن مسؤولي الكنيسة اقترحوا عليه أن يقدم نذور الرهبنة. تجاهل الأب هذه الاقتراحات في البداية ، ولكن في 29 نوفمبر 1840، قبل، ورُسم راهبا تحت اسم إينوسنت تكريما للقديس إينوسنت، الذي كان أول أسقف لإيركوتسك، ثم رُقي أرشمندريتا.
في 15 ديسمبر 1840، تم تكريس الأرشمندريت إينوسنت أسقفا على كامشاتكا والجزر الأليوطية فـرئيس أساقفة لها في 21 أبريل 1850،.
في أبريل 1865 عين عضوا في المجمع المقدس، وفي 1867، اُستدعي إلى سانت بطرسبرغ من أجل حضور أولى الجلسات.

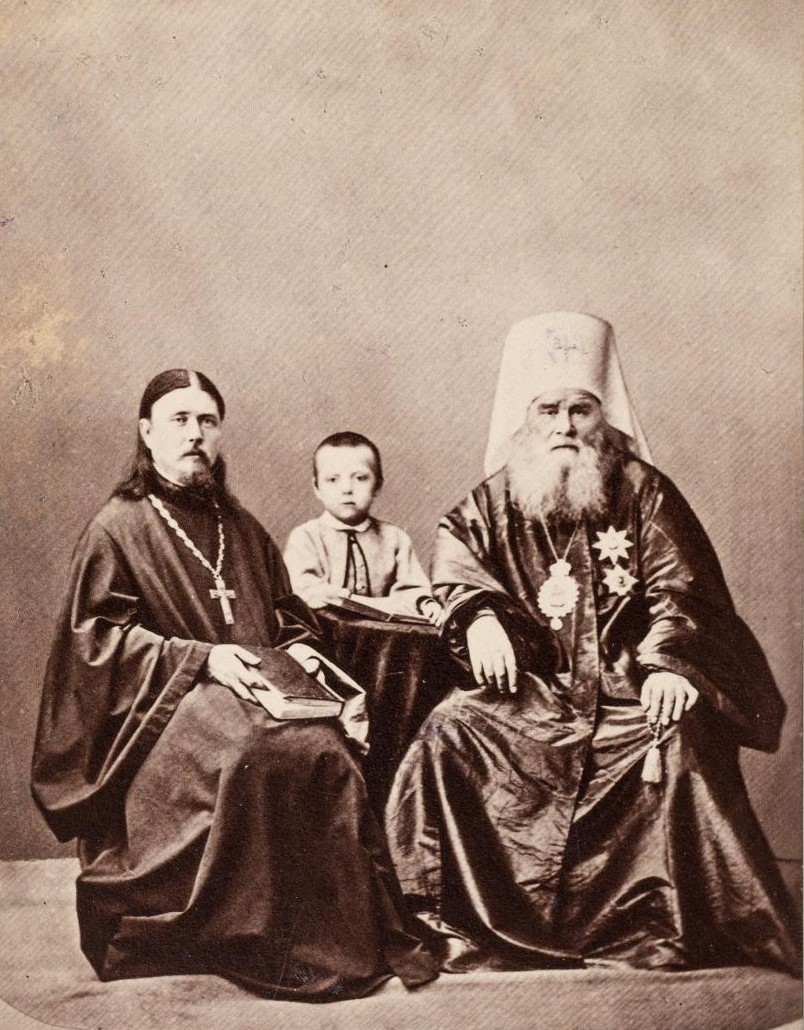
صورة لإينوسنت بكلوبوك مطرانيته لموسكو، التقطت سنة 1868؛ تظهره مع ابنه غابرييل وحفيده يفسيف.

في 5 يناير 1866، صار مطرانا لموسكو ليحل محل المطران الراحل فيلاريت.
توفي القديس إينوسنت في 12 أبريل (الموافق لـ31 مارس يولياني) من عام 1879. ودُفن في دير الثالوث المقدس، بجوار قبر القديس فيلاريت سابقه في المطرانية.

## التطويب
في 6 أكتوبر (الموافق لـ23 سبتمبر يولياني) من عام 1977، قامت الكنيسة الروسية الأرثوذكسية، بناء على طلب رسمي من الكنيسة الأرثوذكسية في أمريكا، بإعلان إينوسنت قديسا، ومنحته لقب "كاروز الأليوطيين، بشير أمريكا".
تحتفل الكنيسة الأرثوذكسية بإينوسنت ثلاث مرات في السنة: 13 أبريل (الموافق لـ31 مارس يولياني)، ذكرى وفاته؛ وفي 6 أكتوبر (الموافق لـ23 سبتمبر يولياني)، ذكرى إعلان قداسته؛ وفي 18 أكتوبر (الموافق لـ5 أكتوبر يولياني)، ضمن رؤساء أساقفة وبطاركة موسكو. كما يعتبر إينوسنت معادلا للرسل كونه الرسول الأرثوذكسي لأمريكا.
في التقويم الليتورجي للكنيسة الأسقفية الأمريكية، يُعيد لإينوسنت في 30 مارس.